# ウィリアム・タウンゼント・エイトン
ウィリアム・タウンゼント・エイトン（William Townsend Aiton、 1766年2月2日 - 1849年10月9日）は、イギリスの植物学者、園芸家である。父親のウィリアム・エイトンの後を継いで、王立植物園（キューガーデン）の園長を務めた。

## 略歴
リッチモンド・アポン・テムズ・ロンドン特別区のキューにウィリアム・エイトンの長男に生まれた。チズウィック、キャンバーウェルで教育を受けた後、16歳から父親の助手として働いた。園芸家として高い評価を受け、多くの貴族たちに雇われて庭園作りを行った。1793年に父親が死ぬと、父親の後を継いで、キューとリッチモンドの王立植物園の園長に任じられた。国王ジョージ3世や王室に重用された。ジョージ4世の即位後、ブライトンのロイヤル・パビリオンの庭園やウィンザー城の庭園の改装を行った。王立植物園も多くの変更を行い、1841年に引退した。
1810年から1813年に父親が初版を編集したキュー植物園の植物カタログ、"Hortus Kewensis"の増補改訂版、5巻を編集した。"Hortus Kewensis"の編集にはジョゼフ・バンクスやヨナス・ドリュアンデルから継続的に援助を受け、植物学者のロバート・ブラウンによって科学的な価値が高められた。1814年に1巻の概要版が出版されたが、初版ほどには売れなかった。
王立園芸協会の創立メンバーであり、会員として活発に活動した。1817年にキュウリの栽培に関する論文で銀メダルを受賞した。